# Шилово (Вологодский район)
Шилово — деревня в Вологодском районе Вологодской области.
Входит в состав Кубенского сельского поселения (с 1 января 2006 года по 8 апреля 2009 года входила в Борисовское сельское поселение), с точки зрения административно-территориального деления — в Борисовский сельсовет.
Расстояние до районного центра Вологды по автодороге — 45 км, до центра муниципального образования Кубенского по прямой — 14 км. Ближайшие населённые пункты — Сараево, Федотово, Покровское, Бережок.
По переписи 2002 года население — 4 человека.